# Paola Hibernians Football Club
El Paola Hibernians FC, también conocidos simplemente como Hibernians FC, es un equipo de fútbol profesional de la República de Malta, situado en la ciudad de Paola. Es el único club del país que ha permanecido todas las temporadas en la Premier League de Malta desde que ésta fue creada, y en 1961 fue el primer equipo nacional que compitió en una competición europea.

## Historia
El equipo fue creado originalmente en 1922, como un club amateur que representaba al Partido Constitucional maltés de Gerald Strickland. En la temporada 1930-31 deciden pasar a ser un equipo profesional, por lo que se inscriben en 1932 en la Federación Maltesa de Fútbol bajo un nombre desligado de cualquier elemento político: Hibernians Football Club. Ese mismo año se produce su debut en la liga profesional.
Hibernians no ganaría un título de liga hasta la temporada 1960-61. Gracias a ese triunfo, el equipo de Paola se convirtió en el primer club maltés que participó en una competición europea, la Copa de Campeones de Europa. En la temporada siguiente se proclamaron campeones de la Copa de Malta, y durante la década de 1960 Hibernians se confirmó como uno de los principales equipos del país, logrando en 1981-82 un doblete histórico de Liga y Copa. En competiciones europeas el club no ha pasado nunca de la primera ronda de ningún torneo internacional.
En la temporada 2008-09 se proclamó campeón de la liga de Malta, sumando diez títulos de la Premier League en su haber.

## Equipación
- Uniforme titular: Camiseta blanca con cruz negra, pantalón negro y medias blancas.
- Uniforme alternativo: Camiseta amarilla, pantalón negro y medias negras.

## Estadio
Hibernians disputa sus partidos como local en el Hibernians Ground, situado en la ciudad de Paola e inaugurado en 1986. Cuenta con una capacidad para 8000 personas y hierba natural. Paola Hibernians fue el primer equipo del país que contó con una instalación propia, ya que la mayoría de equipos solían entonces disputar sus encuentros en el Estadio Nacional Ta' Qali.

## Palmarés

### Torneos nacionales
- Premier League de Malta (13): 1961, 1967, 1969, 1979, 1981,[5] 1982,[6] 1994,[7][8] 1995,[8] 2002, 2009, 2015, 2017, 2022.[9]

- Copa de Malta (11): 1962, 1970, 1971, 1980, 1982, 1998,[10] 2006, 2007, 2012, 2013, 2025

- Supercopa de Malta (3): 1994, 2008, 2015, 2022

- Euro Challenge Cup (2): 2006/07, 2012/13

- Quad. Tournament (1): 2005/06

- Independence Cup (3): 1967/68, 1968/69, 1970/71

- Cassar Cup (2): 1961/62, 1962/63

- Sons Of Malta Cup (3): 1969/70, 1970/71, 1971/72

- Testaferrata Cup (3): 1977/78, 1978/79, 1980/81

- Olympic Cup (1): 1962/63

- Schembri Shield (1): 1961/62

## Jugadores

### Jugadores destacados

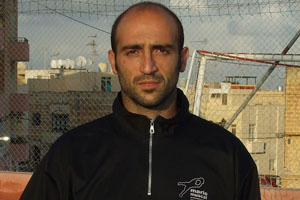
Mario Muscat

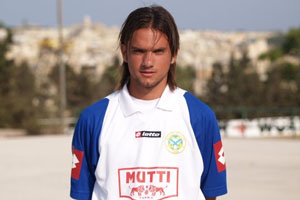
André Schembri

- Edmond Lufi
- Jens Wemmer
- Julio Alcorsé
- Pablo César Doffo
- Cesar Paiber
- Karl Zacchau
- George Lawrence[11]
- Roger Walker
- Oļegs Malašenoks
- Andrei Agius
- Edmond Agius
- Ferdinando Apap
- Lawrence Attard
- Edward Azzopardi[12]
- Roderick Baldacchino
- John Bonello
- Norman Buckle[13]
- Carmelo Bugeja[14]
- Norman Buttigieg
- David Camilleri
- Edwin Camilleri
- David Carabott[15]
- Charlie Cassar[16]
- Freddie Church[17]
- Adrian Ciantar
- Freddie Delia[18]
- Harry Ear[19]
- Danny Edwards[20]
- Clayton Failla
- Johnnie Formosa[21]
- Adrian Mifsud[22][23]
- Freddie Mizzi[24][25][26]
- Alan Mifsud
- Miguel Mifsud
- Wenzu Mizzi[27]
- Mario Muscat[28][29]
- Branko Nisevic
- Udo Nwoko
- Jonathan Pearson
- Johnnie Privitera[30]
- Adrian Pulis
- Peter Pullicino
- Charles Scerri[31]
- Terence Scerri
- André Schembri
- Michael Spiteri
- Ernest Spiteri Gonzi
- Stefan Sultana
- Eddie Theobald[32][33]
- Louis Theobald
- Silvio Vella[34]
- Michael Woods[35]
- Aaron Xuereb
- Ġużi Xuereb[36]
- Antoine Zahra
- Ndubisi Chukunyere[37]
- Haruna Doda
- Essien Mbong[38]
- Chidoze Nwankwo
- Brian Crawley
- Robert Docherty

## Presidentes
| Nombre                  | Periodo (s)               |
| ----------------------- | ------------------------- |
| William E. Griffiths    | 1927-30                   |
| Carmelo Gauci           | 1930-36                   |
| Charles Tonna           | 1936-37                   |
| Capt. Seraphin Xuereb   | 1945-47, 1950–51, 1957–58 |
| Dr. Joseph Cassar Galea | 1947                      |
| Luigi Flamini           | 1947-48                   |
| Angelo Boffa            | 1948-50                   |
| Carmelo Debattista      | 1951-52                   |
| Remiġ Farrugia          | 1952-54                   |
| Carmelo Falzon          | 1954-55, 1958–59          |
| Charles Lyons           | 1955-56                   |
| Anthony Mallia          | 1956-57                   |
| Carmelo Baluci          | 1959-65                   |
| Anthony Sammut          | 1965-68                   |
| Lawrence Xuereb         | 1968-78                   |
| Tony Bezzina            | 1978-                     |

## Entrenadores
| Nombre                        | País               | Periodo |
| ----------------------------- | ------------------ | ------- |
| Querolo                       | Malta              | 1927–28 |
| Thornton                      | Inglaterra         | 1933–36 |
| Sima                          | Portugal           | 1936–47 |
| Rogantin Pisani               | Malta              | 1947–48 |
| Stone                         | Inglaterra         | 1948–49 |
| Vincent Friggieri             | Malta              | 1949–50 |
| Ambrose Cane                  | Inglaterra         | 1950–51 |
| T. Howard                     | Inglaterra         | 1951–52 |
| Victor Portelli               | Malta              | 1952–57 |
| Salvu Cuschieri               | Malta              | 1957–59 |
| Thomas Smith                  | Inglaterra         | 1959–60 |
| Salvu Cuschieri               | Malta              | 1960–62 |
| J.W. Davison / Freddie Church | Inglaterra / Malta | 1962–63 |

| Nombre                                | País               | Periodo |
| ------------------------------------- | ------------------ | ------- |
| Joe Griffiths                         | Malta              | 1963–64 |
| Fr. Hillary Tagliaferro               | Malta              | 1964–66 |
| Lino Bugeja                           | Malta              | 1966–67 |
| Fr. Hillary Tagliaferro / Lino Bugeja | Malta              | 1967–70 |
| Stanley Matthews / Joe Attard         | Inglaterra / Malta | 1970–71 |
| Roberts / John Privitera              | Inglaterra / Malta | 1971–72 |
| Johnnie Calleja / Teesdale            | Malta / Inglaterra | 1972–73 |
| Johnnie Calleja                       | Malta              | 1973–77 |
| George Busuttil                       | Malta              | 1977–79 |
| Joe Attard                            | Malta              | 1979–81 |
| Eddie Theobald                        | Malta              | 1981–82 |

| Nombre                        | País                   | Periodo                    |
| ----------------------------- | ---------------------- | -------------------------- |
| Johnnie Calleja               | Malta                  | 1982–83                    |
| Paul Farrugia                 | Malta                  | 1983–84                    |
| George Busuttil / Ivan Sockor | Malta / Checoslovaquia | 1984–85                    |
| Alfred Cutajar                | Malta                  | 1985–87                    |
| Terenzio Polverini            | Italia                 | 1987–88                    |
| Edward Darmanin               | Malta                  | 1988–89                    |
| Joe Cilia                     | Malta                  | 1989–92                    |
| Lawrence Borg                 | Malta                  | 1992–93                    |
| Brian Talbot                  | Inglaterra             | 1993–96                    |
| Mark Miller                   | Inglaterra             | 1996–99                    |
| Robert Gatt                   | Malta                  | 1999–08                    |
| Mark Miller                   | Inglaterra             | Julio de 2008–mayo de 2012 |
| Michael Woods                 | Malta                  | Junio de 2012–mayo de 2013 |
| Branko Nisevic                | Serbia                 | Mayo de 2013-?             |
| Stefano Sanderra              | Italia                 | Julio de 2018–             |